# Microdrosophila matsudairai
Microdrosophila matsudairai är en tvåvingeart som beskrevs av Toyohi Okada 1960. Microdrosophila matsudairai ingår i släktet Microdrosophila och familjen daggflugor. Inga underarter finns listade i Catalogue of Life.